# رشدی اباظه
رُشدی اباظه (عربی مصری: رشدی أباظة؛ ۳ اوت ۱۹۲۶ – ۲۷ ژوئیهٔ ۱۹۸۰) هنرپیشه اهل کشور مصر بود. وی به عنوان یکی از بهترین بازیگران سینمای مصر شناخته می‌شود. این هنرمند بین سال‌های ۱۹۴۸ تا ۱۹۸۰ میلادی در عرصهٔ بازیگری فعالیت می‌کرد.

## فیلمشناسی
از فیلم‌هایی که وی در آن نقش داشته است می‌توان به دره پادشاهان اشاره کرد.